# Sinoploteri
El sinoploteri (Synoplotherium vorax) és una espècie de mamífer mesonic extint de la família dels mesoníquids. Se n'han trobat restes fòssils a Àsia.